# Odynerus gambiensis
Odynerus gambiensis är en stekelart som beskrevs av Meade-waldo. Odynerus gambiensis ingår i släktet lergetingar, och familjen Eumenidae. Inga underarter finns listade i Catalogue of Life.